# Tourco à moustaches
Pteroptochos megapodius
Espèce
Statut de conservation UICN

 LC  : Préoccupation mineure
Le Tourco à moustaches (Pteroptochos megapodius) est une espèce d'oiseaux de la famille des Rhinocryptidae.

## Répartition
Cette espèce est endémique du Chili.